# Milan Codr
Milan Codr (26. srpna 1925 Dačice – 2. listopadu 1996 Žirov/Praha ) byl český novinář, redaktor, publicista, spisovatel literatury faktu a televizní komentátor.

## Životopis
Původně směroval k dráze hudebníka (houslista – Horácké kvarteto), vystudoval však na přání rodičů práva a získal titul JUDr. Přilákala jej však žurnalistika, psát začal již během základní vojenské služby po ukončení vysoké školy. Stal se vojákem z povolání, působil v armádním tisku. Zajímal se o vědu a letectví, později i kosmonautiku. V roce 1961 jako šéfredaktor vojenského populárního časopisu Zápisník navštívil Hvězdné městečko v SSSR a setkal se zde s Jurijem Gagarinem a Germanem Titovem. S těmi se pak přátelil celý život.
V roce 1963 založil se svolením ÚV KSČ a Hlavní politické správy Československé armády, pod níž spadal, nový časopis pro kosmonautiku a raketovou techniku Radar. Byl koncipován jako čtvrtletní příloha Zápisníku a přispívalo do něj mnoho významných osobností (Ing. Milan Ledvina, prof. Rudolf Pešek, MUDr. Jan Hospodář, Karel Pacner aj.). Časopis byl vydáván v letech 1963–1966.
V roce 1970 se stal jakožto prověřený komunista šéfredaktorem časopisu Květy a také pravidelným komentátorem v Československé televizi, kde referoval o událostech v kosmu a kosmickém výzkumu.
Časopis Květy se pod jeho vedením stal přitažlivým magazínem pro celou rodinu s celou řadou příloh – knihovnička Květů, časopis se stal i významným organizátorem společenského života – Plesy květů, Letecké dny Květů, cena Zlatý Květ pro významné osobnosti (Jiřina Bohdalová, Ladislav Chudík a mnoho dalších). Milan Codr se podílel i na vydávání časopisu Interpress magazin (Mezinárodní organizace novinářů) a založil při něm i edici Přemožitelé času, mapující životopisy slavných mužů a žen z nejrůznějších oborů lidské činnosti.
Zemřel na třetí infarkt koncem roku 1996.
Byl ženatý a otcem dvou dcer.

## Literární dílo

### Vlastní knihy
- Cesta ke hvězdám 1960, seznam družic, raket, teorie kosmonautiky
- Dobývání vesmíru 1960, Metodické materiály pro večery zábavy a poučení, metodika pro ČSM
- Volání dálných světů 1971, budoucnost kosmonautiky
- Vesmír dokořán, 1976, etapy výzkumu vesmíru
- Vesmírné ostrovy, 1978, podtitul Chvála kosmonautiky
- Společný let , 1979, reportáže
- Sto hvězdných kapitánů, 1982, základní data o první stovce světových kosmonautů
- Na kosmických křižovatkách, 1983, budoucnost kosmonautiky
- O kosmických dnech a nocích, 1987, orbitální stanice

### Spoluautorství
- Theodor Rotrekl – Hvězdné povolání 1965, o kosmonautech, významu kosmonautiky
- Jiří Blechta – Vojenská technika včera, dnes a zítra, 1957, knihovna agitátora
- Životopisná encyklopedie – Přemožitelé času díl 1 – 27, napsáno společně s autorským kolektivem. Vydávání ukončeno v roce 1992

### Překlady
- Lidé z Modré hvězdy 1961, sovětské povídky SF
- Alexandr Volkov, Kroky do nebes, reportáž kosmonauta

### Jiné práce
- Předmluva knihy J. Gagarin, V. Lebeděv – Cesta ke hvězdám-psychologie a vesmír, rok 1971